# Mercedes Sandoval de Hempel
Mercedes Sandoval de Hempel (8 tháng 2 năm 1919 – 7 tháng 2 năm 2005) là một luật sư và là nhà nữ quyền người Paraguay. Bà là một trong những người ủng hộ hàng đầu quyền bầu cử cho phụ nữ trong nước, soạn thảo Anteproyecto de Ley de Reforma Parcial del Código Civil (Dự luật sửa đổi một phần Bộ luật dân sự). Năm 1992, việc sửa đổi Bộ luật dân sự Paraguay cuối cùng đã công nhận sự bình đẳng giữa nam và nữ. Nội dung của Điều 1 của Luật 704/61 rất đơn giản: "Reconócese a la mujer los mismos derechos y obligaciones políticos que al hombre." (Theo đó, thừa nhận rằng phụ nữ cũng có quyền và nghĩa vụ chính trị giống như nam giới.)

## Sự nghiệp
Tốt nghiệp từ Khoa Luật tại Đại học Quốc gia Asunción, bà chuyên về luật lao động và dân sự và sau đó là luật gia đình, phụ nữ và trẻ vị thành niên.
Sandoval đã lập ra Giải vô địch Paraguay cho quyền phụ nữ (Liga Paraguaya de los Derechos de la Mujer) và Hiệp hội các sinh viên tốt nghiệp Đại học Paraguay (Asociación Paraguaya de Universitarias Graduadas), phục vụ với tư cách chủ tịch ở cả hai tổ chức. Bà cũng đã sáng lập Asociación de Mujeres Profesionales y de Negocios, Consejo Nacional de Mujeres del Paraguay và Coordinación de Mujeres del Paraguay và là cố vấn cho Ủy ban Paraguay về hợp tác với Ủy ban phụ nữ liên Mỹ (CIM-OAS) (Cooperación con la Comisión Interamericana de Mujeres) giữa các tổ chức nữ quyền khác. CLADEM (Comité de América Latina y El Caribe para la Defensa de los Derechos de la Mujer; Ủy ban châu Mỹ Latinh và vùng Ca-ri-bê để bảo vệ quyền phụ nữ) Paraguay đã đề cử Sandoval là ứng cử viên cho "1000 phụ nữ cho giải Nobel Hòa bình 2005" như một phần của sáng kiến Hòa bình toàn cầu.
Sandoval đã kết hôn, nhưng cặp đôi đã tan rã sau 18 năm. Họ có một đứa con, Anna Mercedes Hempel Sandoval, đã trở thành giáo viên. Sandoval bị đột quỵ và buộc phải ngồi xe lăn trước khi qua đời ở Asunción vào năm 2005.

## Vinh danh
- Cơ quan Ủy ban phụ nữ liên Mỹ (CIM-OAS)
- Sự công nhận của Soroptimist International Club, Diễn đàn Luật sư Guairá của Hiệp hội Thư ký Paraguay và Câu lạc bộ Lions
- Ứng cử viên '1000 Mujeres para el Premio Nobel 2005' ', được đề cử bởi Ủy ban châu Mỹ Latinh và vùng Caribê vì Sự bảo về quyền phụ nữ (2005)
- Cơ quan Quốc hội, hậu kỳ, Quốc hội của Phụ nữ Paraguay (2012)

## Tác phẩm tiêu biểu
- Anteproyecto de Ley de Reforma Parcial del Código Civil (1989)
- El derecho de la familia en el Paraguay: estudio realizado en el Centro Paraguayo de Estudios de Población para el Grupo Parlamentario Interamericano sobre Población y Desarrollo (with Nelly Obregón de González & Alicia Pucheta de Correa; 1986)